# Henry Martín
Henry Josué Martín Mex (Mérida, Yucatán, México, 18 de noviembre de 1992) es un futbolista mexicano, juega como delantero y su equipo es el Club América de la Liga MX. Ha sido jugador internacional con la selección mexicana de fútbol.

## Trayectoria

### Inicios y el Club de Fútbol Mérida
Empezó jugando en la Tercera División de México en el equipo de F. C. Itzaes, hasta ser reclutado por Daniel Rossello para jugar con el Club de Fútbol Mérida —ahora Venados Fútbol Club— de la liga de Ascenso MX. Anotó 12 goles en dos semestres con el Club de Fútbol Mérida, lo que bastó para llamar la atención del entrenador venezolano César Farías y el Club Tijuana.

### Club Tijuana
En el verano de 2014 fichó por el Club Tijuana y poco a poco se fue ganando la confianza de los técnicos que le dirigían. En el Clausura 2016 de la Liga MX hubo interés de ficharle por parte del Club Deportivo Guadalajara, pero la llegada de Miguel Herrera al mando del Club Tijuana impidió el fichaje.
En el partido por los cuartos de final de la Copa MX, en que Tijuana se enfrentó al Club Necaxa, tuvo que ser sustituido debido a una rotura del ligamento cruzado anterior, lesión que dejaría al joven atacante fuera de las campos de fútbol durante seis meses.

### Club América
Para el torneo Clausura 2018 se anunció su traspaso al Club América, tercer equipo de su carrera. El sábado 3 de febrero de 2018 logra el primer hat-trick de su carrera en un partido contra Lobos BUAP.
El 16 de diciembre se coronó campeón del Apertura 2018 frente al Cruz Azul, estando en el campo durante los 90 minutos del partido y siendo este el primer título en su carrera. El 10 de abril de 2019 fue campeón de la Copa México Clausura 2019 frente al Fútbol Club Juárez por un marcador de 1-0, partido en que fue titular, pero fue sustituido al segundo tiempo. En dicho torneo fue el máximo anotador con 5 goles. El 14 de julio fue titular en la victoria por penales (6-5) frente a Tigres UANL por el torneo Campeón de Campeones 2018-19, consiguiendo así el triplete con el equipo Americanista. 
En 2023 se proclamó máximo goleador en el Clausura 2023 tras obtener un total de 14 goles, dándole al club un título de goleador después de 10 años; a su vez logró ser condecorado con tres balones de oro, siendo estos a Mejor Jugador, Mejor Goleador y Mejor Delantero del Clausura 2023; además entró en el top 10 de goleadores históricos del Club América superando a jugadores como Oribe Peralta.
En 2024 alcanzó la cifra de los 100 goles con los de Coapa superando a jugadores como Salvador Cabañas y Carlos Reinoso. Este hecho se produjo al anotar el tanto de penal en contra del Club Universidad Nacional, en la derrota del equipo con un marcador de 2-1.

## Selección nacional

### Selección absoluta
Debutó como titular con la selección de México el 4 de septiembre de 2015, siendo seleccionador Ricardo Ferretti, en un partido amistoso frente a Trinidad y Tobago que terminaría empatado a 3 goles; en el minuto 54 fue reemplazado por Raúl Jiménez. Un año después, bajo el mando de Juan Carlos Osorio, volvió a ser convocado para el duelo amistoso contra la Selección de Senegal; sin embargo, no disputó el encuentro. 
El 31 de enero de 2018, tras su buen momento en el Club América, regresó a la selección para enfrentarse a Bosnia y Herzegovina, partido en el que fue titular y jugó 73 minutos. Pasaron ocho meses para que Henry volviera a ser llamado al cuadro azteca, disputando minutos contra Costa Rica y Chile, y además anotando su primer gol frente al primer combinado.

### Participaciones en fases finales
| Torneo                      | Categoría | Sede           | Resultado     | Partidos | Goles | Asistencias |
| --------------------------- | --------- | -------------- | ------------- | -------- | ----- | ----------- |
| Liga de Naciones de 2019-20 | Absoluta  | Concacaf       | Subcampeón    | 2        | 0     | 0           |
| Juegos Olímpicos de 2020    | Sub-23    | Tokio          | Tercer puesto | 6        | 3     | 0           |
| Copa Mundial de 2022        | Absoluta  | Catar          | Primera Fase  | 2        | 1     | 0           |
| Liga de Naciones de 2022-23 | Absoluta  | Concacaf       | Tercer puesto | 5        | 1     | 0           |
| Copa Oro de 2023            | Absoluta  | Estados Unidos | Campeón       | 6        | 2     | 2           |
| Liga de Naciones de 2023-24 | Absoluta  | Concacaf       | Subcampeón    | 3        | 0     | 1           |
| Liga de Naciones de 2024-25 | Absoluta  | Concacaf       | Campeón       | 1        | 2     | 0           |

## Estadísticas

### Clubes
Actualizado al último partido jugado el 25 de mayo de 2025.
| Club                  | Div.          | Temporada     | Liga  | Liga  | Liga   | Copas nacionales | Copas nacionales | Copas nacionales | Copas internacionales | Copas internacionales | Copas internacionales | Total | Total | Total  | Media goleadora |
| Club                  | Div.          | Temporada     | Part. | Goles | Asist. | Part.            | Goles            | Asist.           | Part.                 | Goles                 | Asist.                | Part. | Goles | Asist. | Media goleadora |
| --------------------- | ------------- | ------------- | ----- | ----- | ------ | ---------------- | ---------------- | ---------------- | --------------------- | --------------------- | --------------------- | ----- | ----- | ------ | --------------- |
| C. F. Mérida · México | 2.ª           | 2013-14       | 29    | 8     | 0      | 5                | 4                | 0                | —                     | —                     | —                     | 34    | 12    | 0      | 0.35            |
| C. F. Mérida · México | Total club    | Total club    | 29    | 8     | 0      | 5                | 4                | 0                | 0                     | 0                     | 0                     | 34    | 12    | 0      | 0.35            |
| C. Tijuana · México   | 1.ª           | 2014-15       | 21    | 1     | 2      | 12               | 6                | 0                | —                     | —                     | —                     | 33    | 7     | 2      | 0.21            |
| C. Tijuana · México   | 1.ª           | 2015-16       | 22    | 3     | 6      | 6                | 0                | 1                | —                     | —                     | —                     | 28    | 3     | 7      | 0.10            |
| C. Tijuana · México   | 1.ª           | 2016-17       | 15    | 1     | 1      | 6                | 2                | 0                | —                     | —                     | —                     | 21    | 3     | 1      | 0.14            |
| C. Tijuana · México   | 1.ª           | 2017          | 8     | 0     | 0      | 4                | 0                | 0                | —                     | —                     | —                     | 12    | 0     | 0      | 0.00            |
| C. Tijuana · México   | Total club    | Total club    | 66    | 5     | 9      | 28               | 8                | 1                | 0                     | 0                     | 0                     | 94    | 13    | 10     | 0.13            |
| C. América · México   | 1.ª           | 2018          | 17    | 5     | 2      | —                | —                | —                | 6                     | 3                     | 3                     | 23    | 8     | 5      | 0.34            |
| C. América · México   | 1.ª           | 2018-19       | 34    | 6     | 4      | 13               | 8                | 2                | —                     | —                     | —                     | 47    | 14    | 6      | 0.29            |
| C. América · México   | 1.ª           | 2019-20       | 25    | 10    | 4      | —                | —                | —                | 1                     | 1                     | 0                     | 26    | 11    | 4      | 0.42            |
| C. América · México   | 1.ª           | 2020-21       | 34    | 15    | 4      | —                | —                | —                | 4                     | 1                     | 0                     | 38    | 16    | 4      | 0.42            |
| C. América · México   | 1.ª           | 2021-22       | 34    | 6     | 4      | —                | —                | —                | —                     | —                     | —                     | 34    | 6     | 4      | 0.17            |
| C. América · México   | 1.ª           | 2022-23       | 42    | 27    | 11     | —                | —                | —                | —                     | —                     | —                     | 42    | 27    | 11     | 0.64            |
| C. América · México   | 1.ª           | 2023-24       | 36    | 16    | 10     | 1                | 1                | 1                | 9                     | 5                     | 2                     | 46    | 22    | 13     | 0.47            |
| C. América · México   | 1.ª           | 2024-25       | 36    | 11    | 9      | —                | —                | —                | 5                     | 1                     | 0                     | 41    | 12    | 9      | 0.29            |
| C. América · México   | Total club    | Total club    | 258   | 96    | 48     | 14               | 9                | 3                | 25                    | 11                    | 5                     | 297   | 116   | 56     | 0.39            |
| Total carrera         | Total carrera | Total carrera | 353   | 109   | 57     | 47               | 21               | 4                | 25                    | 11                    | 5                     | 425   | 141   | 66     | 0.33            |
| 1. 2. 3.              |               |               |       |       |        |                  |                  |                  |                       |                       |                       |       |       |        |                 |

### Selección de México
Actualizado al último partido jugado el 19 de noviembre de 2024.
| Sub-23 · México   |       |   |    |    |   |   |    |    |    |    |      |      |
| 2021              | —     | — | —  | —  | 6 | 3 | —  | —  | 6  | 3  | 0.50 |      |
| Total             | 0     | 0 | 0  | 0  | 6 | 3 | 0  | 0  | 6  | 3  | 0.50 |      |
| Absoluta · México |       |   |    |    |   |   |    |    |    |    |      |      |
| 2015              | —     | — | —  | —  | — | — | 1  | 0  | 1  | 0  | 0.00 |      |
| 2016              | —     | — | —  | —  | — | — | 0  | 0  | 0  | 0  | 0.00 |      |
| 2018              | —     | — | —  | —  | — | — | 4  | 1  | 4  | 1  | 0.25 |      |
| 2020              | —     | — | —  | —  | — | — | 3  | 1  | 3  | 1  | 0.33 |      |
| 2021              | 3     | 1 | 2  | 0  | — | — | 3  | 1  | 8  | 2  | 0.25 |      |
| 2022              | 4     | 1 | 2  | 1  | 2 | 1 | 5  | 0  | 13 | 3  | 0.23 |      |
| 2023              | —     | — | 10 | 2  | — | — | 2  | 0  | 12 | 2  | 0.16 |      |
| 2024              | —     | — | 3  | 2  | — | — | 2  | 0  | 5  | 2  | 0.40 |      |
| Total             | 7     | 2 | 17 | 5  | 2 | 1 | 20 | 3  | 46 | 11 | 0.23 |      |
| Total             | Total | 7 | 2  | 17 | 5 | 8 | 4  | 20 | 3  | 52 | 14   | 0.26 |
| 1. 2.             |       |   |    |    |   |   |    |    |    |    |      |      |

#### Partidos internacionales
| Detalle de partidos internacionales | Detalle de partidos internacionales | Detalle de partidos internacionales | Detalle de partidos internacionales | Detalle de partidos internacionales | Detalle de partidos internacionales | Detalle de partidos internacionales | Detalle de partidos internacionales        |
| N.º                                 | Fecha                               | Estadio                             | Rival                               | Resultado                           | Goles                               | Asist.                              | Competición                                |
| Selección Sub-23                    | Selección Sub-23                    | Selección Sub-23                    | Selección Sub-23                    | Selección Sub-23                    | Selección Sub-23                    | Selección Sub-23                    | Selección Sub-23                           |
| ----------------------------------- | ----------------------------------- | ----------------------------------- | ----------------------------------- | ----------------------------------- | ----------------------------------- | ----------------------------------- | ------------------------------------------ |
| —                                   | 15 de julio de 2021                 | Municipal de Hiroshima, Japón       | Fukuyama City                       | 1-4                                 | Anotado · Anotado                   |                                     | Amistoso                                   |
| 1.                                  | 22 de julio de 2021                 | Ajinomoto, Japón                    | Francia                             | 4-1                                 |                                     |                                     | Juegos Olímpicos de 2020                   |
| 2.                                  | 25 de julio de 2021                 | Saitama 2002, Japón                 | Japón                               | 2-1                                 |                                     |                                     | Juegos Olímpicos de 2020                   |
| 3.                                  | 28 de julio de 2021                 | Domo de Sapporo, Japón              | Sudáfrica                           | 0-3                                 | Anotado                             |                                     | Juegos Olímpicos de 2020                   |
| 4.                                  | 31 de julio de 2021                 | Nissan, Japón                       | Corea del Sur                       | 3-6                                 | Anotado · Anotado                   |                                     | Juegos Olímpicos de 2020                   |
| 5.                                  | 3 de agosto de 2021                 | Kashima, Japón                      | Brasil                              | 0-0 (1-4 p.)                        |                                     |                                     | Juegos Olímpicos de 2020                   |
| 6.                                  | 6 de agosto de 2021                 | Saitama 2002, Japón                 | Japón                               | 3-1                                 |                                     |                                     | Juegos Olímpicos de 2020                   |
| Selección absoluta                  |                                     |                                     |                                     |                                     |                                     |                                     |                                            |
| 1.                                  | 4 de septiembre de 2015             | Rio Tinto, Estados Unidos           | Trinidad y Tobago                   | 3-3                                 |                                     |                                     | Amistoso                                   |
| 2.                                  | 31 de enero de 2018                 | Alamodome, Estados Unidos           | Bosnia                              | 1-0                                 |                                     |                                     | Amistoso                                   |
| 3.                                  | 11 de octubre de 2018               | Universitario, México               | Costa Rica                          | 3-2                                 | Anotado                             | Asistencia                          | Amistoso                                   |
| 4.                                  | 16 de octubre de 2018               | Corregidora, México                 | Chile                               | 0-1                                 |                                     |                                     | Amistoso                                   |
| 5.                                  | 20 de noviembre de 2018             | Malvinas Argentinas, Argentina      | Argentina                           | 2-0                                 |                                     |                                     | Amistoso                                   |
| 6.                                  | 30 de septiembre de 2020            | Azteca, México                      | Guatemala                           | 3-0                                 | Anotado                             |                                     | Amistoso                                   |
| 7.                                  | 7 de octubre de 2020                | Johan Cruyff, Países Bajos          | Países Bajos                        | 0-1                                 |                                     |                                     | Amistoso                                   |
| 8.                                  | 17 de noviembre de 2020             | Merkur Arena, Austria               | Japón                               | 0-2                                 |                                     | Asistencia                          | Amistoso                                   |
| 9.                                  | 29 de mayo de 2021                  | AT&T Stadium, Estados Unidos        | Islandia                            | 2-1                                 |                                     |                                     | Amistoso                                   |
| 10.                                 | 3 de junio de 2021                  | Mile High, Estados Unidos           | Costa Rica                          | 0-0 (5-4 p.)                        |                                     |                                     | Amistoso                                   |
| 11.                                 | 6 de junio de 2021                  | Mile High, Estados Unidos           | Estados Unidos                      | 3-2                                 |                                     |                                     | Amistoso                                   |
| 12.                                 | 12 de junio de 2021                 | Mercedes-Benz, Estados Unidos       | Honduras                            | 0-0                                 |                                     |                                     | Amistoso                                   |
| 13.                                 | 30 de junio de 2021                 | Nissan, Estados Unidos              | Panamá                              | 3-0                                 | Anotado                             |                                     | Amistoso                                   |
| 14.                                 | 2 de septiembre de 2021             | Azteca, México                      | Jamaica                             | 2-1                                 | Anotado                             |                                     | Clasificación para la Copa Mundial de 2022 |
| 15.                                 | 5 de septiembre de 2021             | Nacional, Costa Rica                | Costa Rica                          | 0-1                                 |                                     |                                     | Clasificación para la Copa Mundial de 2022 |
| 16.                                 | 8 de septiembre de 2021             | Rommel Fernández, Panamá            | Panamá                              | 1-1                                 |                                     |                                     | Clasificación para la Copa Mundial de 2022 |
| 17.                                 | 27 de enero de 2022                 | Independence Park, Jamaica          | Jamaica                             | 1-2                                 | Anotado                             |                                     | Clasificación para la Copa Mundial de 2022 |
| 18.                                 | 30 de enero de 2022                 | Azteca, México                      | Costa Rica                          | 0-0                                 |                                     |                                     | Clasificación para la Copa Mundial de 2022 |
| 19.                                 | 27 de marzo de 2022                 | Estadio Olímpico, Honduras          | Honduras                            | 0-1                                 |                                     |                                     | Clasificación para la Copa Mundial de 2022 |
| 20.                                 | 30 de marzo de 2022                 | Azteca, México                      | El Salvador                         | 2-0                                 |                                     |                                     | Clasificación para la Copa Mundial de 2022 |
| 21.                                 | 28 de mayo de 2022                  | AT&T Stadium, Estados Unidos        | Nigeria                             | 2-1                                 |                                     |                                     | Amistoso                                   |
| 22.                                 | 11 de junio de 2022                 | Estadio Corona, México              | Surinam                             | 3-0                                 | Anotado                             |                                     | Liga de Naciones de 2022-23                |
| 23.                                 | 14 de junio de 2022                 | Independence Park, Jamaica          | Jamaica                             | 1-1                                 |                                     |                                     | Liga de Naciones de 2022-23                |
| 24.                                 | 24 de septiembre de 2022            | Rose Bowl, Estados Unidos           | Perú                                | 1-0                                 |                                     |                                     | Amistoso                                   |
| 25.                                 | 27 de septiembre de 2022            | Azteca, México                      | Colombia                            | 2-3                                 |                                     |                                     | Amistoso                                   |
| 26.                                 | 9 de noviembre de 2022              | Montilivi, España                   | Irak                                | 4-0                                 |                                     |                                     | Amistoso                                   |
| 27.                                 | 16 de noviembre de 2022             | Montilivi, España                   | Suecia                              | 1-2                                 |                                     |                                     | Amistoso                                   |
| 28.                                 | 22 de noviembre de 2022             | Estadio 974, Catar                  | Polonia                             | 0-0                                 |                                     |                                     | Copa Mundial de 2022                       |
| 29.                                 | 30 de noviembre de 2022             | Lusail, Catar                       | Arabia Saudí                        | 1-2                                 | Anotado                             |                                     | Copa Mundial de 2022                       |
| 30.                                 | 26 de marzo de 2023                 | Azteca, México                      | Jamaica                             | 2-2                                 |                                     | Asistencia · Asistencia             | Liga de Naciones de 2022-23                |
| 31.                                 | 10 de junio de 2023                 | Snapdragon, Estados Unidos          | Camerún                             | 2-2                                 |                                     | Asistencia                          | Amistoso                                   |
| 32.                                 | 15 de junio de 2023                 | Allegiant, Estados Unidos           | Estados Unidos                      | 3-0                                 |                                     |                                     | Liga de Naciones de 2022-23                |
| 33.                                 | 18 de junio de 2023                 | Allegiant, Estados Unidos           | Panamá                              | 0-1                                 |                                     |                                     | Liga de Naciones de 2022-23                |
| 34.                                 | 25 de junio de 2023                 | Estadio NRG, Estados Unidos         | Honduras                            | 4-0                                 |                                     | Asistencia                          | Copa Oro de 2023                           |
| 35.                                 | 29 de junio de 2023                 | State Farm, Estados Unidos          | Haití                               | 1-3                                 | Anotado                             |                                     | Copa Oro de 2023                           |
| 36.                                 | 2 de julio de 2023                  | Levi's Stadium, Estados Unidos      | Catar                               | 0-1                                 |                                     |                                     | Copa Oro de 2023                           |
| 37.                                 | 8 de julio de 2023                  | AT&T Stadium, Estados Unidos        | Costa Rica                          | 2-0                                 |                                     | Asistencia                          | Copa Oro de 2023                           |
| 38.                                 | 12 de julio de 2023                 | Allegiant, Estados Unidos           | Jamaica                             | 0-3                                 | Anotado                             |                                     | Copa Oro de 2023                           |
| 39.                                 | 16 de julio de 2023                 | SoFi Stadium, Estados Unidos        | Panamá                              | 0-1                                 |                                     |                                     | Copa Oro de 2023                           |
| 40.                                 | 17 de octubre de 2023               | Lincoln Financial, Estados Unidos   | Alemania                            | 2-2                                 |                                     |                                     | Amistoso                                   |
| 41.                                 | 21 de noviembre de 2023             | Azteca, México                      | Honduras                            | 2-0 (4-2 p.)                        |                                     |                                     | Liga de Naciones de 2023-24                |
| 42.                                 | 21 de marzo de 2024                 | AT&T Stadium, Estados Unidos        | Panamá                              | 0-3                                 |                                     | Asistencia                          | Liga de Naciones de 2023-24                |
| 43.                                 | 24 de marzo de 2024                 | AT&T Stadium, Estados Unidos        | Estados Unidos                      | 0-2                                 |                                     |                                     | Liga de Naciones de 2023-24                |
| 44.                                 | 7 de septiembre de 2024             | Rose Bowl, Estados Unidos           | Nueva Zelanda                       | 3-0                                 |                                     |                                     | Amistoso                                   |
| 45.                                 | 10 de septiembre de 2024            | AT&T Stadium, Estados Unidos        | Canadá                              | 0-0                                 |                                     |                                     | Amistoso                                   |
| 46.                                 | 19 de noviembre de 2024             | Nemesio Díez, México                | Honduras                            | 4-0                                 | Anotado · Anotado                   |                                     | Liga de Naciones de 2024-25                |

### Hat-tricks
| Partidos en los que anotó tres o más goles | Partidos en los que anotó tres o más goles | Partidos en los que anotó tres o más goles | Partidos en los que anotó tres o más goles | Partidos en los que anotó tres o más goles | Partidos en los que anotó tres o más goles | Partidos en los que anotó tres o más goles |
| N.º                                        | Fecha                                      | Estadio                                    | Partido                                    | Goles                                      | Resultado                                  | Competición                                |
| ------------------------------------------ | ------------------------------------------ | ------------------------------------------ | ------------------------------------------ | ------------------------------------------ | ------------------------------------------ | ------------------------------------------ |
| 1.                                         | 3 de febrero de 2018                       | Azteca, Ciudad de México                   | C. América - Lobos BUAP                    | Anotado · Anotado · Anotado                | 5-1                                        | Primera División de México                 |
| 2.                                         | 8 de noviembre de 2019                     | "Pirata" Fuente, Veracruz                  | Veracruz - C. América                      | Anotado · Anotado · Anotado                | 0-5                                        | Primera División de México                 |
| 3.                                         | 29 de enero de 2023                        | Azteca, Ciudad de México                   | C. América - Mazatlán F. C.                | Anotado · Anotado · Anotado                | 6-0                                        | Primera División de México                 |

### Resumen estadístico
|                            | Partidos | Goles | Promedio | Asistencias | Promedio | Goles y asistencias | Promedio |
| -------------------------- | -------- | ----- | -------- | ----------- | -------- | ------------------- | -------- |
| Liga                       | 353      | 109   | 0.30     | 57          | 0.16     | 166                 | 0.47     |
| Copas nacionales           | 47       | 21    | 0.44     | 4           | 0.08     | 25                  | 0.53     |
| Copas internacionales      | 25       | 11    | 0.44     | 5           | 0.20     | 16                  | 0.64     |
| Selección de México sub-23 | 6        | 3     | 0.50     | 0           | 0.00     | 3                   | 0.50     |
| Selección de México        | 46       | 11    | 0.23     | 8           | 0.17     | 19                  | 0.41     |
| Total                      | 477      | 155   | 0.32     | 74          | 0.15     | 229                 | 0.48     |

## Palmarés

### Títulos nacionales
| Título               | Club       | País   | Año  |
| -------------------- | ---------- | ------ | ---- |
| Primera División     | C. América | México | 2018 |
| Copa México          | C. América | México | 2019 |
| Campeón de Campeones | C. América | México | 2019 |
| Primera División     | C. América | México | 2023 |
| Primera División     | C. América | México | 2024 |
| Campeón de Campeones | C. América | México | 2024 |
| Supercopa de la Liga | C. América | México | 2024 |
| Primera División     | C. América | México | 2024 |

### Títulos internacionales
| Título                          | Club (*)      | Sede           | Año  |
| ------------------------------- | ------------- | -------------- | ---- |
| Juegos Olímpicos                | México sub-23 | Japón          | 2021 |
| Copa Oro de la Concacaf         | México        | Estados Unidos | 2023 |
| Liga de Naciones de la Concacaf | México        | Estados Unidos | 2025 |

(*) Incluyendo la Selección

### Distinciones individuales
| Distinción                                                       | Año  |
| ---------------------------------------------------------------- | ---- |
| Máximo goleador de la Copa México                                | 2019 |
| Máximo goleador de la Primera División de México                 | 2023 |
| Balón de Oro al mejor delantero de la Primera División de México | 2023 |
| Balón de Oro al mejor goleador de la Primera División de México  | 2023 |
| Balón de Oro al mejor jugador de la Primera División de México   | 2023 |
| Incluido en el XI ideal de la Primera División de México         | 2024 |